# Església de Santa Eulàlia dels Catalans
L'església de Santa Eulàlia dels Catalans és un temple de culte situat al centre històric de Palerm. Està ubicada prop del mercat de la Vucciria, el carrer Argenteria i la Fontana del Garrafo.
- En documents oficials era anomenada "Chiesa di Santa Eulalia della nazione Catalana".[5]

## Culte de Santa Eulàlia
L'església va ser construïda al segle xiii, durant el domini català de Sicília per part de Pere el Gran, els aragonesos no van voler participar en la conquesta de Sicília. Inicialment estava dedicada a la Mare de Déu amb el suport financer dels comerciants catalans establerts a la ciutat, però més tard es va canviar el nom a l'actual Santa Eulàlia de Barcelona, una santa d'origen català. L'església va ser completament reconstruïda a partir de 1630. Part de la construcció no es va acabar fins al segle 19. El 1714, l'església va ser anomenada per Giuseppe Raimondi, com Madonna della Volta alla Conceria. El 1823 un terratrèmol va malmetre el campanar, que posteriorment va ser enderrocat. Després dels bombardejos aeris el 1943 durant la Segona Guerra Mundial que van enderrocar l'interior, només va quedar la façana.

## Ubicació
L'església es troba em ple barri de la Vucciria (mercat de la Vucciria abans escrit Bucciria, molt semblant a Boqueria). L'Instituto Cervantes de Palermo està instal·lat en dependències de l'església. (Vegeu mapa).

## Façana i exterior
La façana és d'estil plateresc amb una rica ornamentació. Consta de tres ordres amb columnes. L'arc central acull l'escut del regne d'Espanya entre quatre columnes de marbre en forma d'escultura exenta (columnes d'Hércules amb el lema “Plus Ultra”). Per sota, visible però esculpit a la pared, hi ha l'escut de Barcelona.

## Interior
La planta és de creu grega. Els murs conserven alguns fragments de frescos del sis-cents. Dues cornises separen l'espai vertical. Quatre columnes de marbre de Barcelona ajudades per pilastres sostenen una cúpula octogonal.
- L'altar major és de marbre policromat. Al darrere, a la paret en una mena de capelleta, hi ha un gran panell rectangular que mostra el cel blau amb el Sol i la Lluna i moltes estrelles, representant la Creació. Antigament hi havia una imatge de la Santíssima Trinitat.[9]
- A la banda dreta (braç dret de la creu) hi ha un altar de marbre policromat. Als peus de l'altar, reposant sobre terra, hi ha dues campanes de bronze.[10] Són les que eren al campanar que fou demolit després del terratrèmol de 1823 (Segons una fotografia es pot llegir “Monastero”, paraula en relleu de la mateixa campana quan es va fondre).[11]
- A la banda esquerra (braç esquerre de la creu) hi ha la capella de Santa Eulàlia.
- A la paret dreta hi ha dues capelles:
  - Una capella de la Mare de Déu de Montserrat. Hi havia un retaule de la Verge entre àngels i cinc pelegrins agenollats pintat per Gerardo Astorino el 1636. (Actualment en el Museo Diocesano di Palermo).[12]
  - Una altra capella de la Mare de Déu de Montserrat. Exposava un retaule de la Verge amb l'infant Jesús al coll entre àngels. Als peus les figures de Sant Vicens Ferrer, Santa Eulàlia i Santa Cristina, obra de Giuseppe Sirena (deixeble de Vincenzo da Pavia). (Retaule i figures actualment al Museo Diocesano di Palermo).
- Des de 1874 hi ha un altar de la destruïda església de San Giovanni dei Tartari.